# Gwyllion
Gwyllion — бельгийская симфо-пауэр-метал-группа.

## История
Группа была основана в 2003 году в Бельгии вокалисткой Аннилор Вантомм и барабанщиком Вотаром Дебоннетом. С 2008 года сотрудничали со шведским продюсером Йенсом Богреном (Opeth, Katatonia, Pain of Salvation, Amon Amarth). После выхода The Edge of All I Know в 2009 году, группа получила ротацию в Бельгии, Нидерландах, Германии и Америке. В том же году они играли на Celtic Rock Open Air в Германии. Осенью 2009 года певица Энн Ван Руи решила покинуть группу. Вскоре после этого было принято решение закончить проект Gwyllion.
После распада группы Мартин и Вотар стали играть в группе «Dyscordia», Томас присоединился к «Immanent Distance», Стив сотрудничает с Блэйзом Бэйли (экс-Iron Maiden) и Тимом Оуэнсом (экс-Judas Priest и Iced Earth).

## Состав
- Мартин Дебоннет — гитара, вокал (2003—2009)
- Стив Делю — гитара (2006—2009)
- Томас Хальсберге — бас (2003—2009)
- Йорис Дебоннет — клавишные, вокал (2003—2009)
- Вотар Дебоннет — ударные, флейта (2003—2009)

## Бывшие участники
- Аннилор Вантомм — вокал (2003, 2006—2009)
- Валери Ванхаутт — вокал (2004—2006)
- Энн Ван Руи — вокал (2009)

## Дискография
1. Forever Denying the Never (демо, 2004)
2. Awakening the Dream (2007, Rubicon Music)
3. The Edge of All I Know (2009, Rubicon Music)[1]